# Electro-goth
Electro-goth – określenie wprowadzone przez późniejszych przedstawicieli sceny gotyckiej.
Pomimo że nazwa była początkowo bardzo ogólnikowa i mglista, to uwydatniła najwięcej prestiżowych i dobrze znanych przedstawień sceny muzyki gotyckiej. Wcześniejsze dark wave`owe zespoły jak Clan of Xymox, Diary of Dreams, oraz Diorama całkowicie zmieniły swój styl, by włączyć więcej podkładowych i strukturowych brzmień elektronicznych. Te ex-darkwave zespoły są dodatkowo najbardziej znanymi z aktualnego gatunku, ze względu na ich korzenie sceny gotyckiej.